# Андре Вирел
Андрѐ Вирѐл (на френски: André Virel) е френски психолог, антрополог, поет и художник.

## Биография
Роден е на 27 април 1920 г. в Дуе. През 1940 г., докато следва психология в Гренобълския университет, се включва активно в Съпротивата, а след войната става художник и поет, издава обща стихосбирка с Жак Превер и Андре Верле, участва в антропологическа експедиция в Африка. След завръщането си завършва антропология и неврофизиология и защитава докторат по психология в Парижкия университет, където преподава от 1963 г. до пенсионирането си.
Андре Вирел умира в Шамбери на 6 август 2000 г.